# Afshana
 (février 2024).
Afshana, Afshona ou Afshena (arabe افشنة) est un village situé à 30 kilomètres au nord-est de Boukhara (Province de Boukhara, dans l'actuel Ouzbékistan), la capitale des Samanides, une dynastie perse d'Asie centrale et du Grand Khorasan.

## Histoire
C'est le lieu supposé où seraient nés Avicenne et son frère, leur mère étant originaire de ce village.
Jusqu'à l'âge de cinq ans, Avicenne y aurait vécu, puis sa famille aurait déménagé à Boukhara.
Afshana est mentionnée par l'historien de Boukhara Mohammed Nerchakhy (899-959) dans « l' Histoire de Boukhara ». Il décrit Afshana comme suit : « Afshana se compose d'une grande ville et d'une forte forteresse. Plusieurs villages appartiennent à la ville et il y a un marché hebdomadaire à un jour fixe. Les terres de cette ville, cultivées ou désertes, constituent le waqf des « chercheurs de savoir » (c'est-à-dire les étudiants de Madras), et Qutayba, le fils de Muslim, y fit construire une mosquée cathédrale. Muhammad, le fils de Vasya, a également construit une mosquée et les prières qui y sont offertes sont agréables à Dieu.  Le peuple se rend à cet endroit depuis la ville et considère ce lieu comme sacré ».
En 1980, en l'honneur du 1000e anniversaire du scientifique et penseur, le musée mémorial Ibn-Sina (Avicenne) y est inauguré. En 2006, le musée est entièrement rénové, et fait depuis partie d'un complexe qui comprend le musée lui-même, le collège médical de Peshku, un centre d'information, une bibliothèque, ainsi qu'un dortoir pour étudiants. Au centre de tout l'ensemble architectural se dresse un monument dédié à Avicenne.
Les expositions du musée sont consacrées à la vie et l'œuvre du scientifique ainsi qu'à son époque — celle de la dynastie samanide. On y trouve des instruments médicaux en bronze, de la céramique, des pièces de monnaie de l'ère samanide, des éléments de la vie quotidienne, notamment des vêtements, ainsi que des peintures représentant des scènes de la vie d'Avicenne. Dans le musée, les visiteurs peuvent découvrir les manuscrits du « Canon de la médecine », des « Livres de la connaissance » et des « Livres de la guérison ».